# Vorkstaarthoen
Het vorkstaarthoen (Gallus varius) is een vogel uit de familie fazantachtigen (Phasianidae). De wetenschappelijke naam van de soort is voor het eerst geldig gepubliceerd in 1798 door Shaw.

## Voorkomen
De soort komt voor op Java en de Kleine Soenda-eilanden.

## Gebruik
Vorkstaarthoenders worden op Java en de kleine Soendaeilanden regelmatig met huishoenders gekruist. De daaruit resulterende hybriden, de bekisars, worden gebruikt voor kraaiwedstrijden en als levende misthoorn.

## Beschermingsstatus
Op de Rode Lijst van de IUCN heeft de soort de status "veilig".